# Pottia neocaledonica
Pottia neocaledonica är en bladmossart som beskrevs av Thériot 1909. Pottia neocaledonica ingår i släktet Pottia och familjen Pottiaceae. Inga underarter finns listade i Catalogue of Life.